# 코하라 리코
코하라 리코(일본어: 小原 莉子 こはら りこ[*], 1990년 2월 3일 ~ )는 일본의 여성 성우이자 기타리스트. 기후현 출신.